# Joko Suprianto
Joko Suprianto (Surakarta, 6 de octubre de 1966) es un deportista indonesio que compitió en bádminton. Ganó una medalla de oro en el Campeonato Mundial de Bádminton de 1993 en la prueba individual.

## Palmarés internacional
| Campeonato Mundial | Campeonato Mundial       | Campeonato Mundial | Campeonato Mundial |
| Año                | Lugar                    | Medalla            | Prueba             |
| ------------------ | ------------------------ | ------------------ | ------------------ |
| 1993               | Birmingham (Reino Unido) | Medalla de oro     | Individual         |